# Muzealita
Termín muzealita poprvé zformoval český muzeolog Zbyněk Zbyslav Stránský ve svých muzeologických pracích ve 2. polovině 20. století. Značí paměťovou kulturní hodnotu skutečnosti, jisté autentické doložení této skutečnosti. Sbírkotvorná (akviziční) politika muzeí a galerií se specializuje právě na tento druh skutečnosti, jež má význam pro vzdělávání, výchovu a potěšení veřejnosti (viz článek Muzeum).

## Možné aspekty muzeality
1. aspekt autenticity - autentický svědek určité skutečnosti
2. aspekt representativity - v rámci pars pro toto
3. aspekt kreativity - informační a emocionální působení
4. aspekt evolucionality
5. aspekt spirituality - působící na vědomí, podvědomí, nevědomí